# Nanofitoplancton

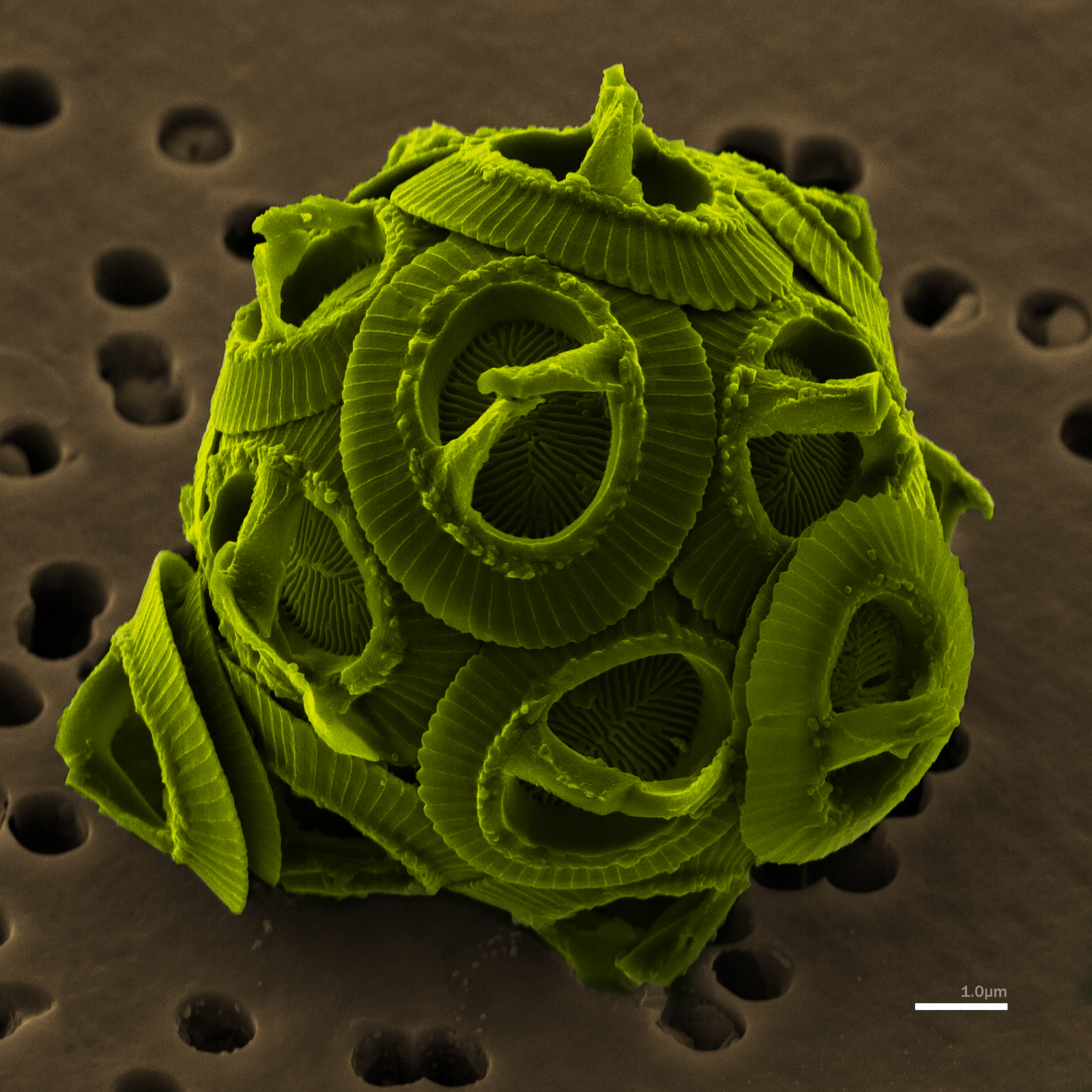
Micrografía electrónica de barrido de color falso de Gephyrocapsa oceanica

El nanofitoplancton es un fitoplancton particularmente pequeño con tamaños entre 2 y 20 µm. Son la parte autótrofa del nanoplancton. Al igual que otros fitoplancton, los nanofitoplancton son organismos microscópicos que obtienen energía a través del proceso de fotosíntesis y, por lo tanto, deben vivir en la capa superior iluminada por el sol del océano u otros cuerpos de agua. Estos organismos microscópicos que flotan libremente, incluidas las algas y las cianobacterias, fijan grandes cantidades de carbono que de otro modo se liberarían como dióxido de carbono. El término nanofitoplancton se deriva del término mucho más utilizado nannoplancton/nanoplancton.

## Papel del ecosistema
El fitoplancton forma el comienzo de la cadena alimentaria de los animales acuáticos. El zooplancton y el krill se alimentan de nanofitoplancton y luego son devorados por ballenas, focas, aves, peces, calamares y otros organismos.

## Ciclo vital
Las poblaciones son bajas en el invierno, cuando los nutrientes son altos, y luego las poblaciones aumentan a medida que el nanofitoplancton consume casi todos los nutrientes, alcanza su capacidad de carga y disminuye en número al final del verano, comenzando el ciclo nuevamente en el invierno. Sin embargo, el nanofitoplancton tiene diferentes ciclos estacionales dependiendo del bioma oceánico del mundo en el que viven.

## Absorción de nutrientes
La densidad del fitoplancton (1,02 g/cm3) es mayor que la del agua de mar (1,00 g/cm3). Por lo tanto, se hunden en el océano, a menos que haya un movimiento ascendente del agua. Sin embargo, el nanofitoplancton, con tan solo 1 µm de radio, puede nadar en el océano, pero a un ritmo muy lento, como "un ser humano nadando en melaza". En cualquier caso, se crea el movimiento del agua más allá del organismo, lo que le permite absorber los nutrientes que pasan. Sin embargo, para suministrar nutrientes a través de su capa límite, el nanofitoplancton emplea la difusión de manera más efectiva que la natación.

## En la Antártida
En el océano Austral en la zona antártica, el nanofitoplancton es el tipo de plancton más abundante en términos de número, pero no de volumen. La flora marina antártica está formada casi en su totalidad por algas, siendo el fitoplancton y, por tanto, el nanofitoplancton el tipo más numeroso y de gran importancia. Se ha observado un crecimiento de nanofitoplancton en la banquisa, cubriendo casi el 73% del océano Austral al final del invierno. Incluso crecen sobre icebergs. La producción de nanofitoplancton se ve afectada por la intensidad y duración de la luz, el hielo, la estabilidad del agua superficial y las corrientes. Además, la disponibilidad de silicatos, un nutriente para el organismo, puede afectar la eficiencia fotosintética y la composición celular. El nanofitoplancton también requiere vitaminas. Prosperan en áreas de aguas poco profundas donde hay afloramiento y mezcla. Aunque el crecimiento óptimo de la especie ocurre en el agua 5-7 °C, el crecimiento todavía se produce en las aguas antárticas, que pueden alcanzar hasta -2 °C. La limitación de la intensidad y la duración de la luz es otro factor de supervivencia. En la Antártida, la posición más baja del sol sobre el horizonte reduce la luz debido al aumento de la reflexión, y los mares tormentosos reducen la transmisión de luz debido a la formación de burbujas. Sin embargo, algunos nanofitoplancton antárticos parecen estar adaptados a niveles bajos de luz. La mayor parte del fitoplancton existe en aguas ecuatoriales más cálidas. Por ejemplo, en el noroeste del mar de Filipinas, el número medio de nanofitoplancton fue de 1x104/l. El nanofitoplancton, en particular, parece sobrevivir mejor en las condiciones que proporcionan los océanos de la Antártida. Debe haber ocurrido un cambio fisiológico en las células para permitir este fenómeno. La baja salinidad también es deseable para la supervivencia.Son unas partículas minúsculas del océano

## Efecto sobre el calentamiento global
El calentamiento global continuo alterará significativamente la cadena alimentaria en la Tierra. Con el nanofitoplancton y el fitoplancton en la base de la cadena alimentaria, su menor productividad debido al aumento de la radiación UV-B por el agotamiento del ozono proporcionará menos alimento para el krill y los organismos subsiguientes en la cadena alimentaria. La Antártida ha experimentado hasta un 50% de agotamiento de la capa de ozono, lo que más daña al nanofitoplancton ubicado aquí. A través de la fijación de carbono, el nanofitoplancton absorbe carbono de la atmósfera y, con el agotamiento de las poblaciones, queda más carbono en el aire, lo que contribuye a un mayor calentamiento global y agotamiento del ozono. Luego, el ciclo continúa. Sin embargo, algunos científicos creen que la existencia de nanofitoplancton contribuye a una mayor progresión del calentamiento global, porque absorben la radiación del sol que, de otro modo, se reflejaría en el espacio. A pesar de la controversia, es evidente que el nanofitoplancton, a pesar de su tamaño mínimo y aparente irrelevancia porque apenas son visibles, es una parte integral del sustento de la vida en la Tierra.